# Altglas

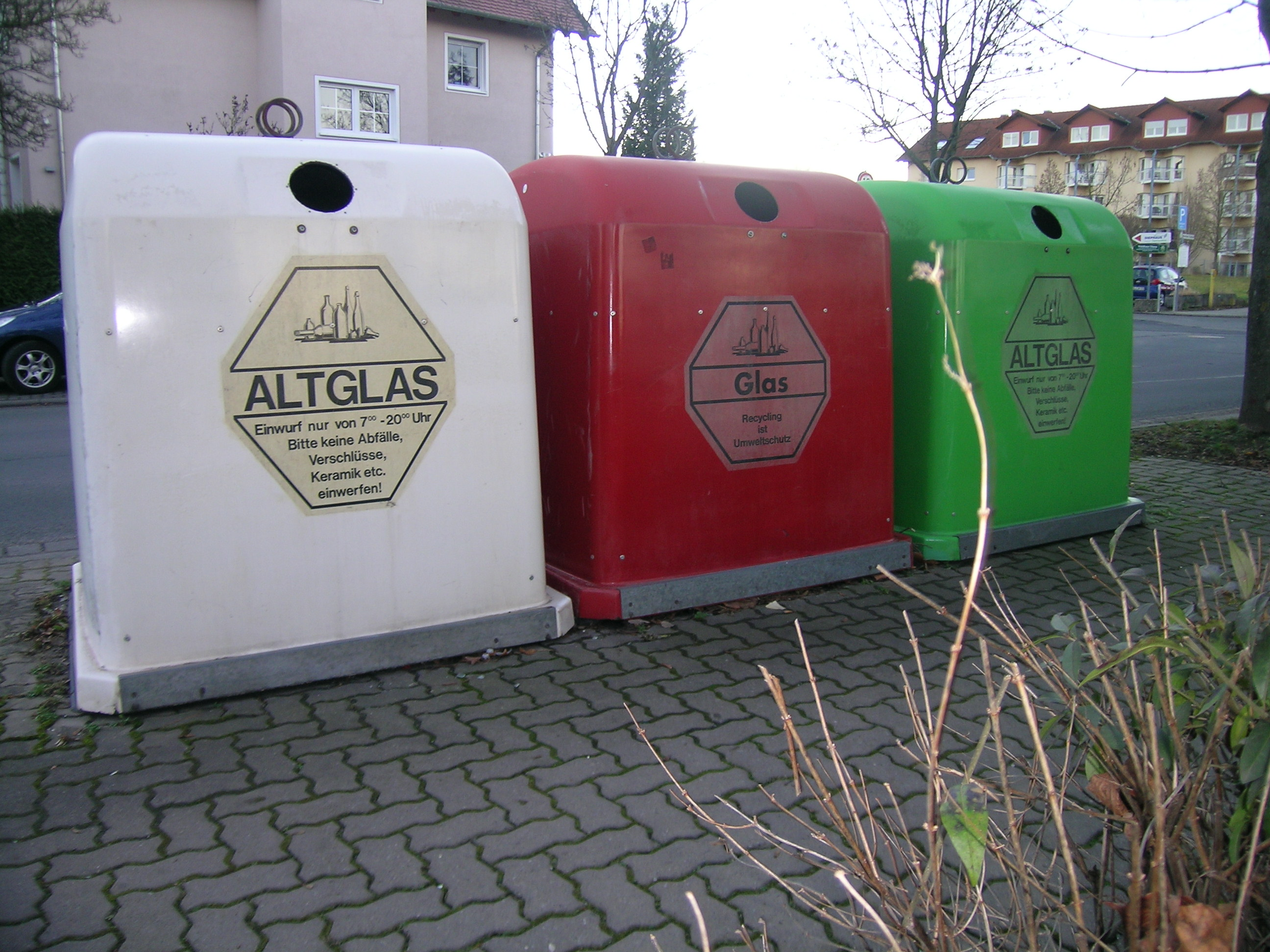
Altglascontainer für Weißglas, Braunglas und Grünglas

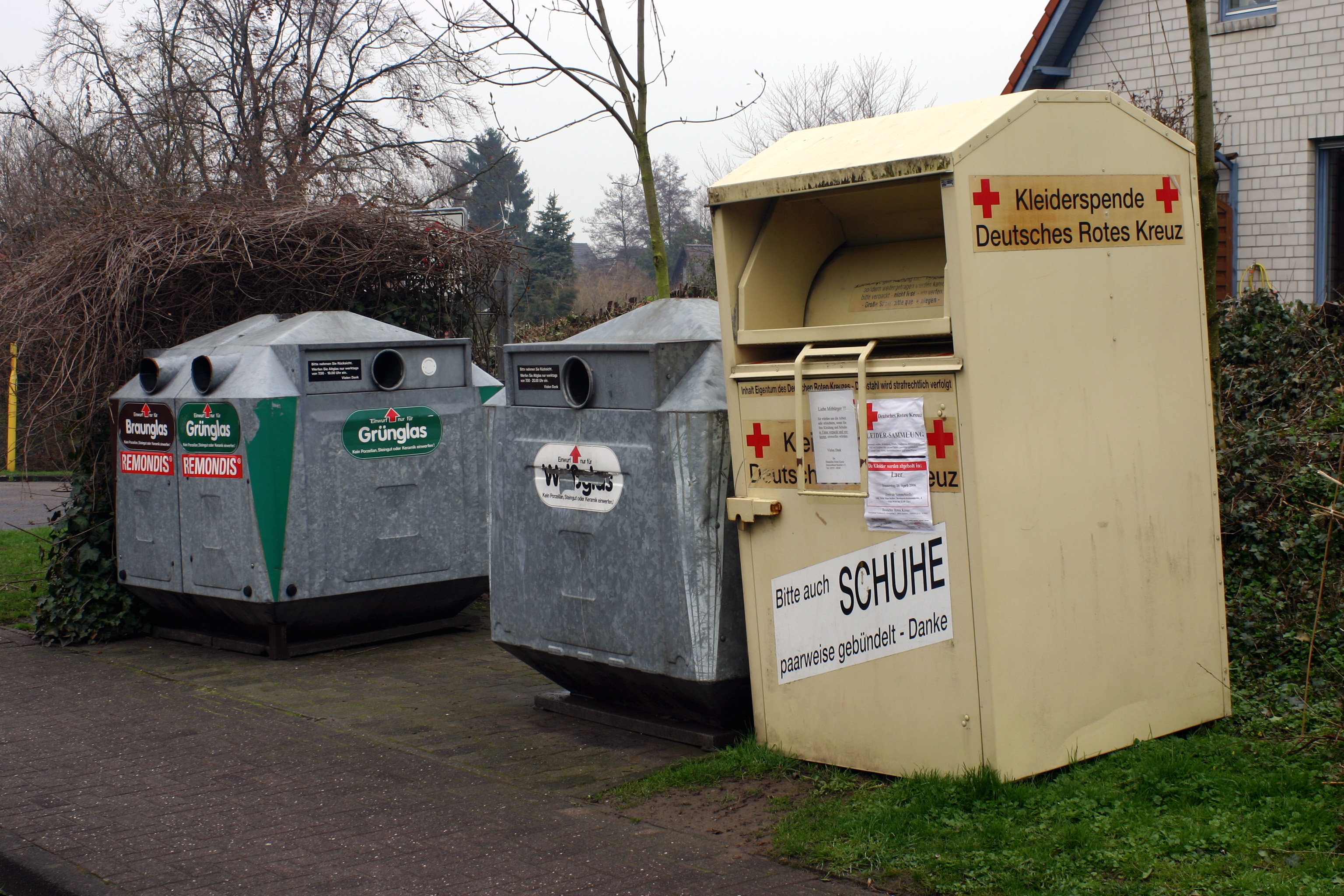
Altglascontainer für Braunglas, Grünglas und Weißglas

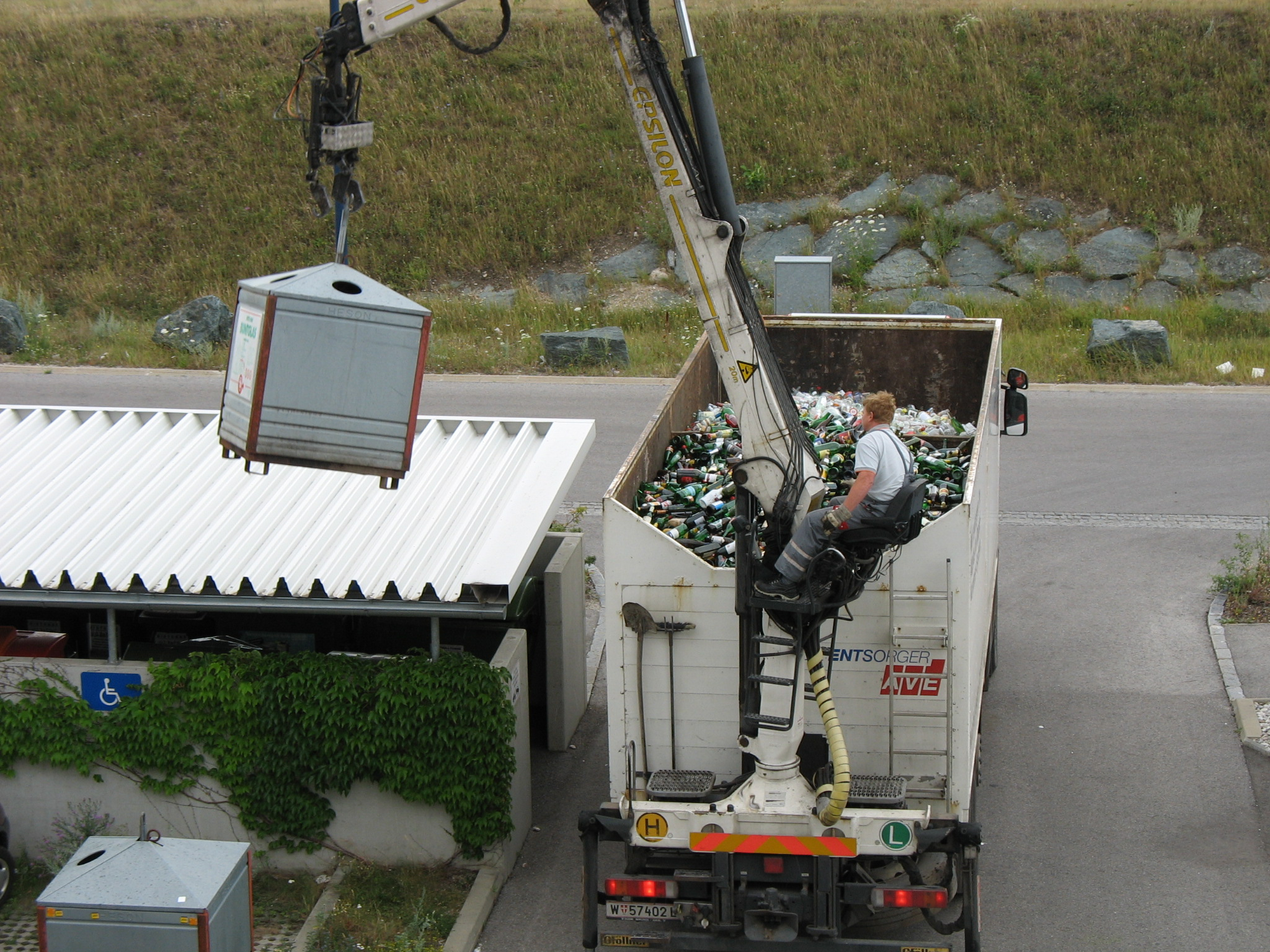
Altglasleerung in Wiener Neustadt, Österreich

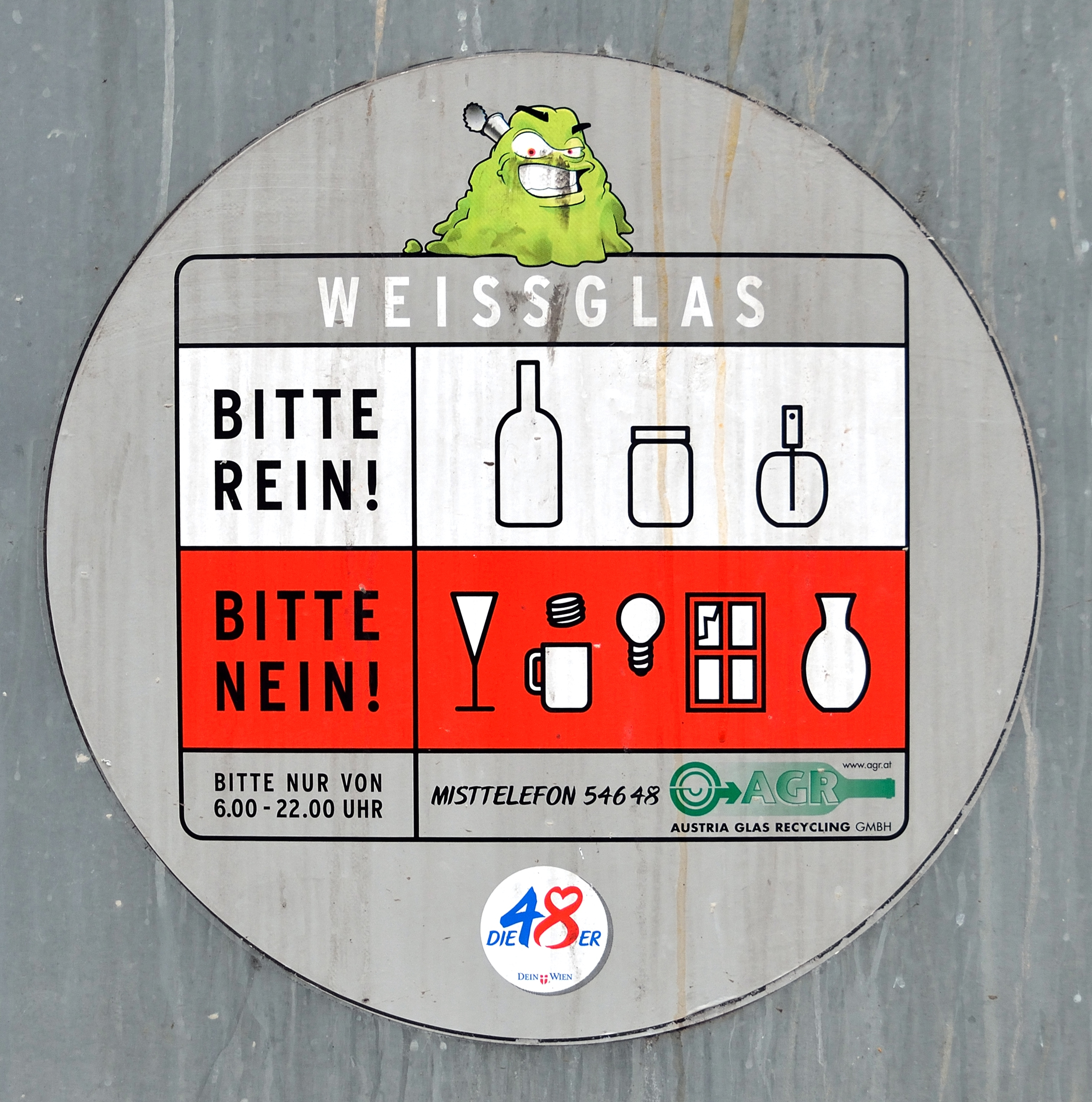
Anleitung zur Trennung von Weißglas in Wien

Altglas ist Verpackungsglas, das zum Zweck der Wiederverwertung gesammelt wird. Dazu werden die gebrauchten Glasflaschen und Konservengläser (sogenanntes Hohlglas) in durch Kommunen oder Unternehmen bereitgestellten Containern gesammelt. Diese werden in regelmäßigen Abständen geleert und das Altglas wird über Sammelplätze zu einem Aufbereiter gebracht, um schließlich als einsatzbereiter Rohstoff in einer Glashütte der Hohlglasindustrie wieder dem Gemenge zugeführt zu werden. Glashütten können auch eigene Aufbereitungsanlagen betreiben.
Altglas wird vor allem bei der Herstellung von neuem Verpackungsglas verwendet, wodurch große Mengen Energie und Rohstoffe eingespart werden. Dafür ist es notwendig, dass das Glas sortenrein vorliegt. Dies wird durch getrenntes Sammeln (Weiß-, Grün- und Braunglas) in Glascontainern und eine vollautomatische Sortierung ermöglicht. Glasfarben wie blau oder rot sollen zum Grünglas gegeben werden, das am ehesten Fehlfarben verträgt.
Keramiken wie Steingut und Porzellan bereiten große Probleme bei der Schmelze und sind kein Bestandteil von Altglas. Das Einwerfen anderer Gläser wie beispielsweise Fenster-, Spiegel-, Opal-, Labor- und anderer Spezialgläser ist von den Glasrecyclern ebenfalls nicht gewünscht, da sie spezielle Glaszusammensetzungen aufweisen. Gleiches gilt für reine Trinkgläser oder Glaskochgeschirr („Jenaer Glas“), die daher nicht in Altglascontainer gehören. Grundsätzlich gehört zwar nur Glas in die Glascontainer, einige Entsorger erlauben aber ausdrücklich den Einwurf mit Verschluss/Deckel (z. B. in Dortmund, Mannheim und Trier).
In Österreich wird Altglas getrennt nach gefärbten und ungefärbten Glasverpackungen gesammelt. Hier gibt es rund 80.000 Sammelbehälter auf gebrauchte Glasverpackungen (Weißglas und Buntglas).
Im Jahr 2003 bzw. 2004 sind folgende Mengen von Altglas gesammelt und der Wiederverwertung zugeführt worden:
- Deutschland (2004): 2.116.000 Tonnen, das entspricht 25,8 kg pro Einwohner. Nach Einführung des Dosenpfands 2004 verringerte sich die Quote um 2,4 %.
- Österreich (2003): 206.000 Tonnen (von geschätzten 240.000 Tonnen angefallenem Altglas).
- Schweiz (2003): 301.433 Tonnen (von 315.060 t verbrauchtem Verpackungsglas), Rücklaufquote 95,7 %.[5]
- Vereinigtes Königreich (2003): 900.000 Tonnen (von geschätzten 3,25 Millionen Tonnen angefallenem Altglas).